# Marcin Gortat
Marcin Janusz Gortat (Łódź, Poljska, 17. veljače 1984.), poznatiji pod nadimkom "Poljski čekić", je poljski košarkaš te igrač NBA momčadi Los Angeles Clippers. 
Visok 2,11 metara i 109 kg težak centar sin je boksača Janusza Gortata. Na NBA 2005. Draftu bio je ukupno 57. odabir Phoenix Sunsa te je mijenjan (u NBA žargonu: "trade") momčadi Orlando Magica.
Gortat je karijeru započeo u momčadi ŁKS Łódź iz rodnog grada, dok profesionalnu karijeru započinje u njemačkoj momčadi RheinEnergie Köln gdje je igrao tri sezone. 2006. s tom je momčadi osvojio njemačko prvenstvo (Bundesligu)

## NBA karijera
Dne 20. studenog 2007. Gortat počinje nastupati za momčadi Anaheim Arsenal u NBA Development Ligi (D liga). 2. prosinca iste godine je povučen te vraćen svojoj matičnoj momčadi, Orlando Magicu. Svoju prvu NBA utakmicu odigrao je 1. ožujka 2008. protiv New York Knicksa. Do kraja sezone 2007./08. Gortat nastupa za momčad Orlanda u 14 utakmica, računajući i 8 utakmica playoffa.
Dne 16. travnja 2008. u posljednjoj utakmici sezone, malo korišteni Gortat iskoristio je veliku minutažu od 28 minuta te je s 12 koševa i 11 skokova vodio Orlando Magic do pobjede od 103:83 protiv Washington Wizardsa.
Dne 15. prosinca 2008. prvi puta je započeo utakmicu u startnoj petorci umjesto ozlijeđenog Dwighta Howarda, te je u 28 minuta postigao učinak od 16 koševa i 13 skokova. 13. travnja 2009. Gortat ponovo započinje utakmicu umjesto ozlijeđenog Howarda te u minutaži od gotovo 43 minute posiže učinak od najviše skokova u NBA karijeri (18 skokova) čemu pridodaje 10 koševa.
Dne 30. travnja 2009. prvi puta započinje u startnoj petorci u play-offu u šestoj utakmici protiv Philadelphije 76ers. I u toj utakmici je nastupao na mjestu Dwighta Howarda koji je suspendiran u petoj utakmici. Marcin Gortat briljirao je i u toj utakmici postigavši učinak od 11 koševa i 15 skokova te je na toj utakmici Orlando eliminirao svojeg protivnika iz daljnjeg natjecanja omjerom pobjeda 4-2.
Dne 8. srpnja 2009. Gortat postaje ograničeni slobodni igrač (eng. restricted free agent) te potpisuje ponudu od 34 mil. USD na pet godina koju su dali Dallas Mavericksi. Orlando Magic je kasnije, 13. srpnja iste godine uskladio svoju ponudu s Dallasom, tako da je Gortat ostao u redovima Magica.
Naime, prema NBA pravilima, slobodni igrač s ograničenim pravima može prijeći u drugi NBA klub koji mu dade ponudu. Postojeći klub može ga zadržati samo ako igraču ponudi ugovor koji je identičan onome iz suparničke momčadi.
Dne 18. prosinca 2010. NBA klubovi Orlando Magic i Phoenix Suns izvršili su trade. U redove Sunsa otišli su Marcin Gortat, Vince Carter i Mickaël Piétrus te su Sunsi još dobili 3 milijuna USD i pravo na prvi pick na NBA Draftu 2011. godine. S druge strane iz Phoenix Sunsa su u Orlando Magic otišli Hedo Türkoğlu, Jason Richardson i Earl Clark. Za novi klub je nastupao tri sezone da bi 25. listopada 2013. u novom velikom tradeu otišao u Washington Wizardse zajedno sa Shannonom Brownom, Malcolmom Leejem i Kendallom Marshallom u zamjenu za Emeku Okafora i pravo na prvi pick na draftu 2014. godine.
U novom klubu, Marcin je postao standardni igrač da bi nakon pet sezona prešao u LA Cliperse (trade s Austinom Riversom).

## NBA finale
Gortat je prvi poljski igrač koji je igrao utakmice NBA finala (sezona 2008./09.) u kojem su LA Lakersi postali novi NBA prvaci.

## Reprezentacija
Za poljsku reprezentaciju Marcin Gortat nastupao je na EuroBasketu 2009. koji se održavao u njegovoj domovini, te je s Poljskom osvojio 9. mjesto. Na istome natjecanju, Gortat je imao najbolji prosjek u skokovima (10,8).

## NBA statistika

### Regularni dio
| Godina    | Klub    | Odig. uta. | Uta. poč. | Min. | 2P%  | 3P%   | Sl. bac.% | Skok. | Asist. | Ukr. lop. | Blok. | Koševa |
| --------- | ------- | ---------- | --------- | ---- | ---- | ----- | --------- | ----- | ------ | --------- | ----- | ------ |
| 2007./08. | Orlando | 6          | 0         | 6.8  | .471 | .000  | .667      | 2.7   | .3     | .2        | .2    | 3.0    |
| 2008./09. | Orlando | 63         | 3         | 12.6 | .569 | 1.000 | .578      | 4.6   | .2     | .3        | .8    | 3.8    |
| 2009./10. | Orlando | 81         | 0         | 13.4 | .533 | .000  | .680      | 4.2   | .2     | .2        | .9    | 3.6    |
| 2010./11. | Orlando | 25         | 2         | 15.8 | .543 | -     | .667      | 4.7   | .7     | .3        | .8    | 4.0    |
| 2010./11. | Phoenix | 55         | 12        | 29.7 | .563 | .250  | .731      | 9.3   | 1.0    | .5        | 1.3   | 13.0   |
| Ukupno    |         | 150        | 3         | 12.8 | .545 | .250  | .642      | 4.3   | .2     | .2        | .8    | 3.7    |

### Doigravanje
| Godina    | Klub    | Odig. uta. | Uta. poč. | Min. | 2P%  | 3P%  | Sl. bac.% | Skok. | Asist. | Ukr. lop. | Blok. | Koševa |
| --------- | ------- | ---------- | --------- | ---- | ---- | ---- | --------- | ----- | ------ | --------- | ----- | ------ |
| 2007./08. | Orlando | 8          | 0         | 6.0  | .833 | .000 | .000      | 1.0   | .0     | .0        | .5    | 1.3    |
| 2008./09. | Orlando | 24         | 1         | 11.3 | .654 | .000 | .625      | 3.2   | .1     | .4        | .6    | 3.3    |
| 2009./10. | Orlando | 14         | 0         | 15.1 | .654 | .000 | .727      | 4.4   | .6     | .2        | .3    | 3.0    |
| Ukupno    |         | 46         | 1         | 11.5 | .667 | .000 | .667      | 3.2   | .3     | .3        | .5    | 2.8    |

## Vanjske poveznice
- Statistika igrača na NBA.com
- Statistika igrača na Basketball-Reference.com
- Službena stranica Marcina Gortata  Arhivirana inačica izvorne stranice od 7. siječnja 2010. (Wayback Machine)